# 주파수 변조

오디오 신호 (위)는 AM 또는 FM 음파에 의해 전달된다.

주파수 변조(周波數變調, Frequency Modulation, FM)는 일정한 진폭의 라디오 반송파 주파수를 전기 신호에 따라 변화시키면서 통신하는 방법이나 방식이다. 주파수 변조는 송신될 신호의 진폭은 일정하게 하되 신호의 크기에 비례하여 반송파주파수가 변하도록 한다.

## 개요
주파수 변조는 진폭을 일정하게 하여 송신하기 때문에 송신 도중에 진폭이 주변의 영향을 받아도 진폭을 다시 일정하게 맞춤으로서 잡음이 적다. 더불어 진폭 변조보다 더 높은 음질로 보낼 수도 있다. 그러나 변조한 파의 진동수 변화 범위가 넓어져서 광대역의 주파수를 요구하게 된다. 그래서 초단파 이상의 전파를 통해서 방송하게 된다. 그리고 진폭 변조와 달리 회로가 복잡해지는 점이 있으나, 현재는 기술의 발달과 부품의 대량 생산 등으로 크게 문제가 되지 않는다.
주파수 변호는 주로 라디오 FM 방송이나 과거 아날로그 TV의 음성 정보 등에 사용된다.
주파수 변조는 1936년에 에드윈 하워드 암스트롱(Edwin Howard Armstrong)의 논문에 처음 등장한다. 암스트롱은 1914년에 재생 회로(regenerative circuit), 1918년에 슈퍼헤테로다인 수신기와 1922년 슈퍼 재생 회로에 관한 특허를 냈으며, 1935년 11월 6일 무선기술사협회에서 그의 논문인 "주파수 변조 시스템으로 라디오 신호의 간섭 현상을 줄이는 방법(A Method of Reducing Disturbances in Radio Signaling by a System of Frequency Modulation)"을 발표하였다. 2년 후 최초의 FM 라디오 방송국인 W1XOJ(현 WAAF)을 설립해 방송을 시작하였다.

## 베셀 함수
이 표는 FM 신호 기준이며 베셀 함수에 기반한다.
| 변조 지수 | 측파대 | 측파대 | 측파대 | 측파대 | 측파대 | 측파대 | 측파대 | 측파대 | 측파대 | 측파대 | 측파대 | 측파대 | 측파대 | 측파대 | 측파대 | 측파대 | 측파대 |
| 변조 지수 | 반송파 | 1      | 2      | 3      | 4      | 5      | 6      | 7      | 8      | 9      | 10     | 11     | 12     | 13     | 14     | 15     | 16     |
| --------- | ------ | ------ | ------ | ------ | ------ | ------ | ------ | ------ | ------ | ------ | ------ | ------ | ------ | ------ | ------ | ------ | ------ |
| 0.00      | 1.00   |        |        |        |        |        |        |        |        |        |        |        |        |        |        |        |        |
| 0.25      | 0.98   | 0.12   |        |        |        |        |        |        |        |        |        |        |        |        |        |        |        |
| 0.5       | 0.94   | 0.24   | 0.03   |        |        |        |        |        |        |        |        |        |        |        |        |        |        |
| 1.0       | 0.77   | 0.44   | 0.11   | 0.02   |        |        |        |        |        |        |        |        |        |        |        |        |        |
| 1.5       | 0.51   | 0.56   | 0.23   | 0.06   | 0.01   |        |        |        |        |        |        |        |        |        |        |        |        |
| 2.0       | 0.22   | 0.58   | 0.35   | 0.13   | 0.03   |        |        |        |        |        |        |        |        |        |        |        |        |
| 2.41      | 0      | 0.52   | 0.43   | 0.20   | 0.06   | 0.02   |        |        |        |        |        |        |        |        |        |        |        |
| 2.5       | −0.05  | 0.50   | 0.45   | 0.22   | 0.07   | 0.02   | 0.01   |        |        |        |        |        |        |        |        |        |        |
| 3.0       | −0.26  | 0.34   | 0.49   | 0.31   | 0.13   | 0.04   | 0.01   |        |        |        |        |        |        |        |        |        |        |
| 4.0       | −0.40  | −0.07  | 0.36   | 0.43   | 0.28   | 0.13   | 0.05   | 0.02   |        |        |        |        |        |        |        |        |        |
| 5.0       | −0.18  | −0.33  | 0.05   | 0.36   | 0.39   | 0.26   | 0.13   | 0.05   | 0.02   |        |        |        |        |        |        |        |        |
| 5.53      | 0      | −0.34  | −0.13  | 0.25   | 0.40   | 0.32   | 0.19   | 0.09   | 0.03   | 0.01   |        |        |        |        |        |        |        |
| 6.0       | 0.15   | −0.28  | −0.24  | 0.11   | 0.36   | 0.36   | 0.25   | 0.13   | 0.06   | 0.02   |        |        |        |        |        |        |        |
| 7.0       | 0.30   | 0.00   | −0.30  | −0.17  | 0.16   | 0.35   | 0.34   | 0.23   | 0.13   | 0.06   | 0.02   |        |        |        |        |        |        |
| 8.0       | 0.17   | 0.23   | −0.11  | −0.29  | −0.10  | 0.19   | 0.34   | 0.32   | 0.22   | 0.13   | 0.06   | 0.03   |        |        |        |        |        |
| 8.65      | 0      | 0.27   | 0.06   | −0.24  | −0.23  | 0.03   | 0.26   | 0.34   | 0.28   | 0.18   | 0.10   | 0.05   | 0.02   |        |        |        |        |
| 9.0       | −0.09  | 0.25   | 0.14   | −0.18  | −0.27  | −0.06  | 0.20   | 0.33   | 0.31   | 0.21   | 0.12   | 0.06   | 0.03   | 0.01   |        |        |        |
| 10.0      | −0.25  | 0.04   | 0.25   | 0.06   | −0.22  | −0.23  | −0.01  | 0.22   | 0.32   | 0.29   | 0.21   | 0.12   | 0.06   | 0.03   | 0.01   |        |        |
| 12.0      | 0.05   | −0.22  | −0.08  | 0.20   | 0.18   | −0.07  | −0.24  | −0.17  | 0.05   | 0.23   | 0.30   | 0.27   | 0.20   | 0.12   | 0.07   | 0.03   | 0.01   |

## 같이 보기
- 진폭 변조
- 위상 변조